# Reinaldo Manjarrez Muñoz
Reinaldo Rafael Manjarrez Muñoz (San Juan de Nepomuceno, Bolívar, 28 de agosto de 1976) es un filósofo y político colombiano, alcalde menor en Cartagena de Indias durante el gobierno de Judith Pinedo Flórez.

## Biografía
Estudió Filosofía en la Universidad de Cartagena, estudios de alto gobierno en la Escuela de Gobierno y Liderazgo y curso de agentes de desarrollo local y paz en el Programa de las Naciones Unidas para el Desarrollo. Actualmente adelanta estudios de Cooperación Internacional para el Desarrollo en la Escuela Latinoamericana de Cooperación y Desarrollo. En la Universidad de San Buenaventura en convenio con la Universidad de Pavía.
Trabajo en la ciudad de Bogotá como docente de ciencias sociales en el Instituto Técnico Industrial Centro Don Bosco, siendo destacado por su gran carisma, colaboración y buenas prácticas docentes. 
Se desempeñó como alcalde de la localidad de la virgen y turística en Cartagena de Indias, siendo seleccionado por el Programa Rising Star 2011, del Instituto Republicano Internacional y la Fundación Nacional para la Democracia, Como Alcalde ejemplar en el liderazgo en prácticas de Buen Gobierno y Liderazgo en la Localidad.
Fue candidato al Concejo de Cartagena Partido Alianza Verde.

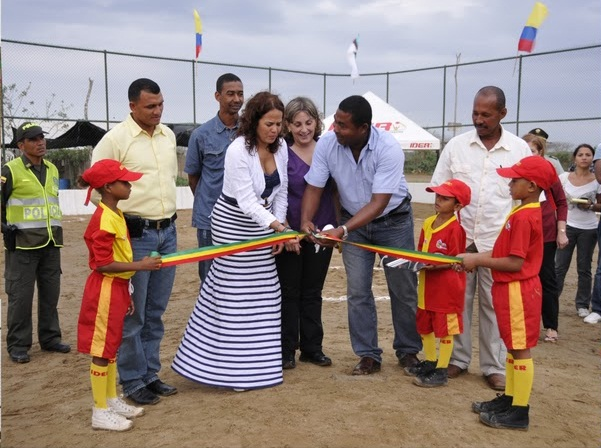
Reinaldo Manjarrez Muñoz y Judith Pinedo en 2011.

## Demanda contra el Estado
El 6 de agosto de 2002 mientras se desempeñaba como presidente de la junta de acción comunal de su barrio, Reinaldo Manjarrez fue privado injustamente de la libertad por orden de la fiscalía general de la nación, acusado de rebelión y por ser un presunto colaborador de las FARC-EP. Durante el proceso en su contra el juzgado penal del circuito de Cartagena al no hallar pruebas en su contra y al no tener razones suficientes para su condena, definió el proceso declarando a Reinaldo Manjarrez inocente de todo delito.
Por dicho proceso Reinaldo Manjarrez instauró una demanda de reparación directa por la privación injusta de su libertad en contra del Estado la cual se resolvió casi diez años después condenando al Estado a reparar económicamente a Manjarrez por los daños morales y económico de los cuales fue víctima.